# Ovaören, Gülşehir
Ovaören là một thị trấn thuộc huyện Gülşehir, tỉnh Nevşehir, Thổ Nhĩ Kỳ. Dân số thời điểm năm 2011 là 932 người.